# Filotim
Filotim (en grec antic: Φιλότιμος, llatí: Philotīmus) fou un metge de l'antiga Grècia que va ser deixeble de Praxàgores i company d'Heròfil de Calcedònia, cap a l'any 300 aC aproximadament.
Cels el defineix com un dels metges més eminents de l'antiguitat, i també l'esmenten altres metges com Celi Aurelià, Oribasi, Aeci i especialment Galè. Pertanyé a l'escola dels dogmàtics o lògics.
Entre les seves obres, totes perdudes i conegudes solament per fragments citats d'altres autors, consta una obra sobre cuina (Ὀψαρτυτικός), esmentada per Ateneu de Nàucratis; una altra obra sobre menjar (Περὶ Τροφῆς), de tretze llibres pel cap baix, citada sovint per Galè; un tractat d'anatomia en el qual deia que el cor i el cervell eren òrgans inútils, i que el cervell només era un desenvolupament excessiu de la medul·la espinal; i, falsament atribuït, un comentari sobre Hipòcrates (en grec antic: Κατ' Ἰητρεῖον, llatí: De Officina Medici).